# Québec (stad)
De Canadese stad Québec (Engels: Quebec) is de hoofdstad van de gelijknamige provincie, ongeveer 250 km ten noordoosten van Montréal. Québec heeft ongeveer 500.000 inwoners; de agglomeratie telt ruim 715.000 inwoners en is daarmee de tweede in de provincie – alleen Montreal is groter – en de tiende in Canada.
De stad (ville) ligt op de Kaap Diamant aan de oever van de rivier Saint Lawrence, die bij de stad een breedte van 800 meter bereikt. De stad heeft een haven aan de Saint Lawrencerivier en nijverheden verwerken producten uit de omgeving, zoals hout. Aan de overkant van de rivier ligt de stad Lévis, met 127.352 inwoners, die tot het stedelijk gebied van Québec gerekend wordt.

## Geschiedenis

### Fransen
De streek rondom Québec werd al lang door indiaanse jagers en vissers bewoond toen de Franse ontdekkingsreiziger Jacques Cartier er in 1535 voet aan land zette. Tussen 1541 en 1543 trachtten de Fransen er een kolonie te stichten in de huidige wijk Cap-Rouge, maar die poging mislukte. Québec werd officieel op 3 juli 1608 gesticht door Samuel de Champlain als eerste permanente nederzetting van de Franse kolonie Nieuw-Frankrijk. De plek bij de versmalling van de Saint Lawrencerivier, daar waar de Saint-Charlesrivier erin uitmondt, en aan de voet van de Kaap Diamant, werd beschouwd als een strategisch goede locatie en een gunstige uitvalbasis voor verdere ontwikkeling van de kolonie. De versmalling in de rivier gaf de stad ook haar naam: Kebek, een woord uit de Algonquin-taal, betekent "vernauwing".
De nederzetting bestond aanvankelijk uit niet meer dan een houten versterking en een handelspost, en bleef nog lang bescheiden van omvang omdat de Fransen niet echt werk maakten van hun kolonie. In 1629 namen de Engelsen onder leiding van David Kirke de controle over de stad over, al werd Québec na een deal reeds in 1632 teruggegeven aan Frankrijk. In 1663, het jaar waarin Québec de officiële hoofdstad van Nieuw-Frankrijk werd, waren er nog slechts 550 inwoners. Na een verwoestende brand in 1682 werden de huizen van de stad in steen herbouwd.
Québec werd herhaaldelijk bedreigd door de Engelse kolonisten in het zuiden. Een eerste aanval van Britse troepen in 1629 leidde tot drie jaar Britse overheersing, maar een tweede veroveringspoging van de Britten in 1690 had geen succes. De Vrede van Utrecht in 1713 leidde tot een tijdelijke ontspanning. De handel bloeide op en in 1737 werd de Chemin du Roy, de eerste landweg van Québec naar Montreal langs de noordoever van de Saint Lawrencerivier, voltooid.

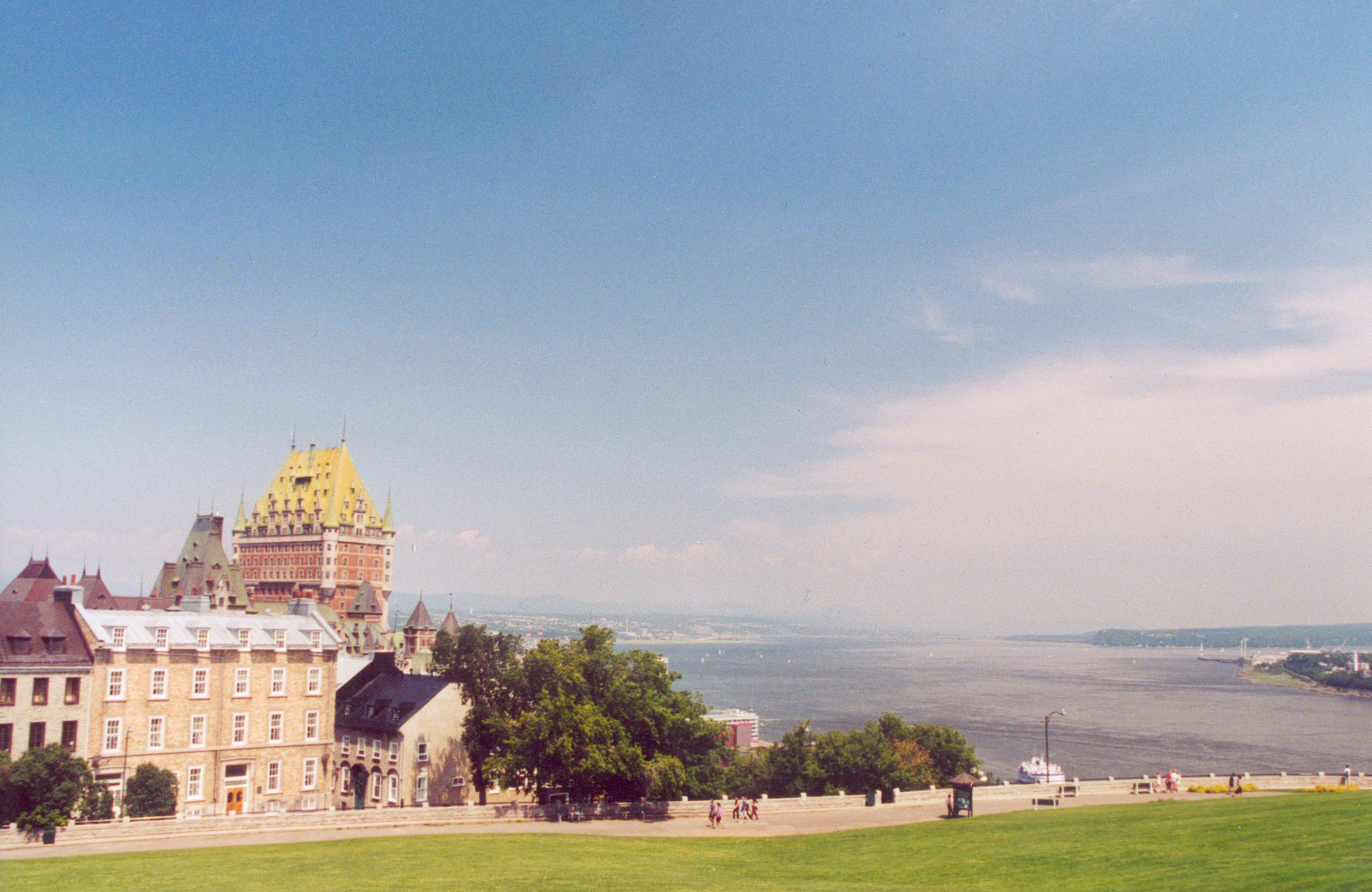
De Abraham-vlaktes

### Engelsen
Na verloop van tijd nam de druk van de Engelsen weer toe. In 1759, tijdens de Zevenjarige Oorlog, belegerden de Engelsen de stad opnieuw. Vanaf boten op de rivier voerden zij twee maanden lang bombardementen uit. Op 13 september versloegen de troepen van Britse generaal James Wolfe die van de Franse generaal Louis-Joseph de Montcalm tijdens de slag op de vlaktes van Abraham vlak buiten de stadspoorten. Québec werd door de Engelsen ingenomen. Bij het Verdrag van Parijs in 1763 werd de stad definitief door de Engelsen ingelijfd. De voormalige hoofdstad van Nieuw-Frankrijk werd nu de hoofdstad van de Britse kolonie Québec. De stad had bij de overname door de Britten omstreeks 8.000 inwoners (van de 70.000 in de hele kolonie).
Tijdens de Amerikaanse Onafhankelijkheidsoorlog in 1775 werd de stad aangevallen door de Amerikaanse revolutionairen, die hoopten dat Canada zich bij hen zou aansluiten, maar hun poging strandde doordat zij de stad niet konden innemen. In 1791 werd de kolonie Québec door de Constitutional Act verdeeld in twee kolonies: Laag-Canada met als hoofdstad Québec, en Hoog-Canada (het latere Ontario). De verdedigingswerken van de stad, die steeds weer door aanvallen bedreigd werd, werden versterkt, uitmondend in de bouw van de citadel van 1820 tot 1832.

### Negentiende eeuw
Québec kende in de decennia rond 1800 een economische bloei als toegangspoort voor trans-Atlantische schepen die goederen, reizigers en immigranten naar de kolonie brachten, en grondstoffen meenamen naar Groot-Brittannië. Daarnaast ontstond er een belangrijke scheepsbouwindustrie.
Als gevolg van de constante toestroom van immigranten vanuit Groot-Brittannië en vooral Ierland, werd de stad steeds sterker gedomineerd door Engelstaligen. In 1851 was 41 procent van de bevolking Engelstalig, in 1861 een nipte meerderheid van 61 procent. Nieuwe woonwijken (Saint-Roch, Saint-Sauveur, Saint-Jean-Baptiste) ontstonden buiten de stadswallen, maar die vielen vaak ten prooi aan grootschalige branden omdat de huizen meestal van hout werden gebouwd.
Tegen het midden van de negentiende eeuw stagneerde de economische bedrijvigheid. Oorzaken daarvoor was het gebrek aan innovatie, want door de industriële revolutie raakten de houthandel en de bouw van houten schepen achterhaald. Door de aanleg van spoorwegen en het bevaarbaar maken van de Saint Lawrencerivier voor zeeschepen tot Montreal verloor Québec zijn strategische handelspositie aan Montreal, dat rond 1825 Québec in inwoneraantal overvleugelde, en dat rond 1850 de positie van financieel, industrieel en handelscentrum van Canada overnam van Québec.
In juni 1881 werd een voorstad van Québec, St. Johns, getroffen door een grote brand. Zes- tot achthonderd huizen gingen in vlammen op en 5 burgers vonden de dood. De totale schade bedroeg twee miljoen dollar.
Als gevolg van deze ontwikkeling trokken veel Engelstaligen verder naar het westen, terwijl de bevolking van de stad Québec aangevuld werd door Franstalige boeren van het platteland. In 1871 was nog maar 31,5 procent van de inwoners Engelstalig, in 1921 was dat percentage verder gedaald tot 10.
Ondertussen verloor Québec langzamerhand ook aan belang als bestuurlijk centrum. Toen Canada in 1841 herenigd werd door de Act of Union, werd Québec niet automatisch als hoofdstad aangewezen. De regering verhuisde regelmatig, waarbij Québec van 1852 tot 1856 en van 1859 tot 1866 als Canadese hoofdstad fungeerde. In 1864 werd in de stad de Conferentie van Québec gehouden, die een nieuwe staatsvorm voor de Britse kolonies in Canada voorbereidde. Vanaf de uiteindelijke invoering van de Canadese Confederatie in 1867 bekleedde Ottawa definitief de functie van hoofdstad van Canada. Québec werd de hoofdstad van de nieuwe provincie Québec, maar de bevolking stagneerde tussen 1870 en 1900.

### Twintigste en eenentwintigste eeuw

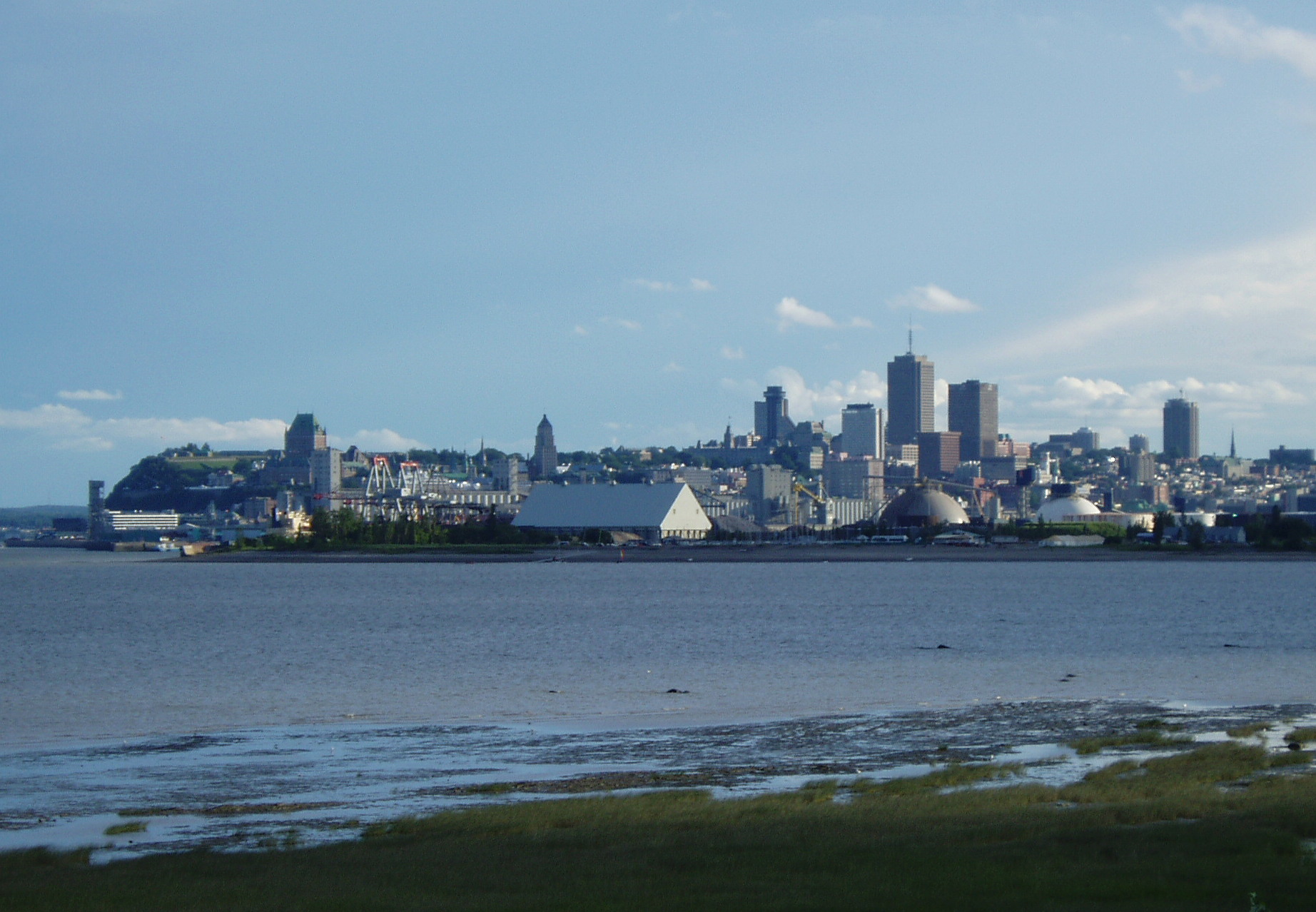
Skyline van Québec

In de twintigste eeuw was de stad een bloeiende provincieplaats. In 1917 werd een vaste oeververbinding over de Saint Lawrencerivier voltooid, de Pont de Québec. Het is nog altijd de langste brug met cantileverconstructie ter wereld.
Tijdens de Tweede Wereldoorlog werden twee geallieerde conferenties in Québec gehouden (in 1943 en 1944) waaraan Winston Churchill en Franklin Roosevelt deelnamen.
In 1985 werd de oude stad van Québec op de lijst van werelderfgoed van de UNESCO geplaatst als een van de best bewaarde koloniale steden ter wereld.
In april 2001 werd in Québec een Amerikaanse topontmoeting gehouden, waarbij over de vrijhandelszone Free Trade Area of the Americas onderhandeld werd. Hierbij ontstond veel protest van de andersglobalisten.
In 2002 werd een stedelijke herinrichting doorgevoerd, waardoor de stad Québec uitgebreid werd met de steden Sainte-Foy, Beauport, Charlesbourg, Sillery, Loretteville, Val-Bélair, Cap-Rouge, Saint-Émile, Vanier en Lac-Saint-Charles. Twee steden, Ancienne-Lorette en Saint-Augustin maakten tijdelijk deel uit van Québec, maar in 2004 verwierven ze bij referendum weer hun zelfstandigheid.

## Demografie en bestuurlijke indeling

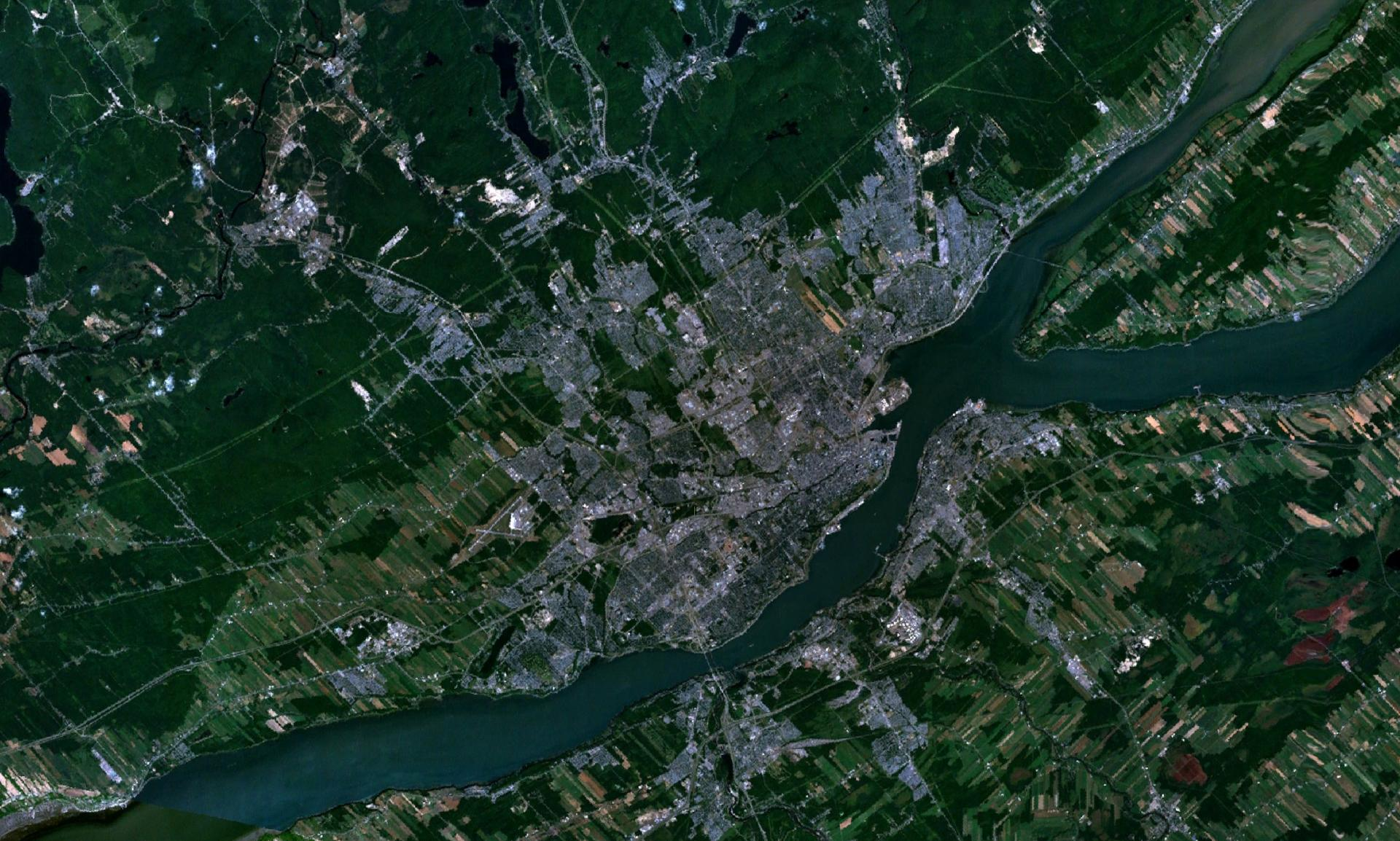
Satellietfoto van Québec. Ten zuiden van de rivier ligt Lévis en rechts een deel van het Orléanseiland.

De stad had in 1830 27.000 inwoners, in 1861 42.000, in 1871 60.000, in 1901 69.000, in 1931 131.000, en in 1961 379.000. Doordat in 2002 verscheidene voorsteden in de stad Québec werden opgenomen, steeg het inwonertal naar 507.986. In 2006 had de stad 491.142 inwoners, en bedroeg het totale inwonertal van de agglomeratie Québec 715.515.
Circa 96 procent van de inwoners is Franstalig, en daarmee is Québec na Montreal de grootste Franstalige stad in Noord-Amerika. Ruim 90 procent van de inwoners is rooms-katholiek, en 98 procent is blank. De stad kent verhoudingsgewijs weinig immigranten en door een laag geboortecijfer zal de bevolking de komende jaren sterk verouderen.
De stad is verdeeld in zeven arrondissementen: La Cité-Limoilou, Les Rivières, Sainte-Foy–Sillery, Charlesbourg, Beauport, La Haute-Saint-Charles en Laurentien, die weer opgedeeld zijn in 37 kleinere wijken.

## Stadsbeeld en bezienswaardigheden

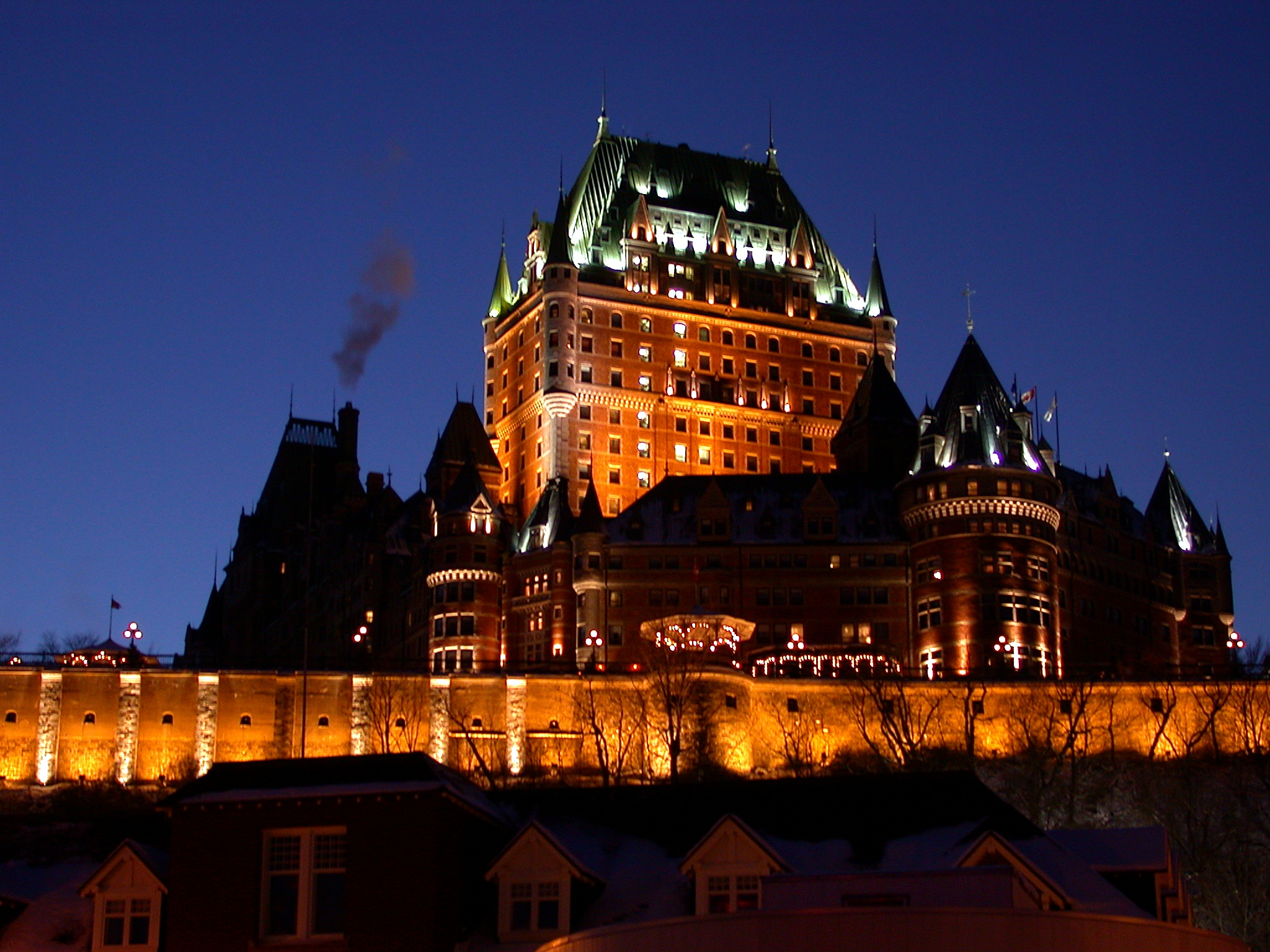
Château Frontenac

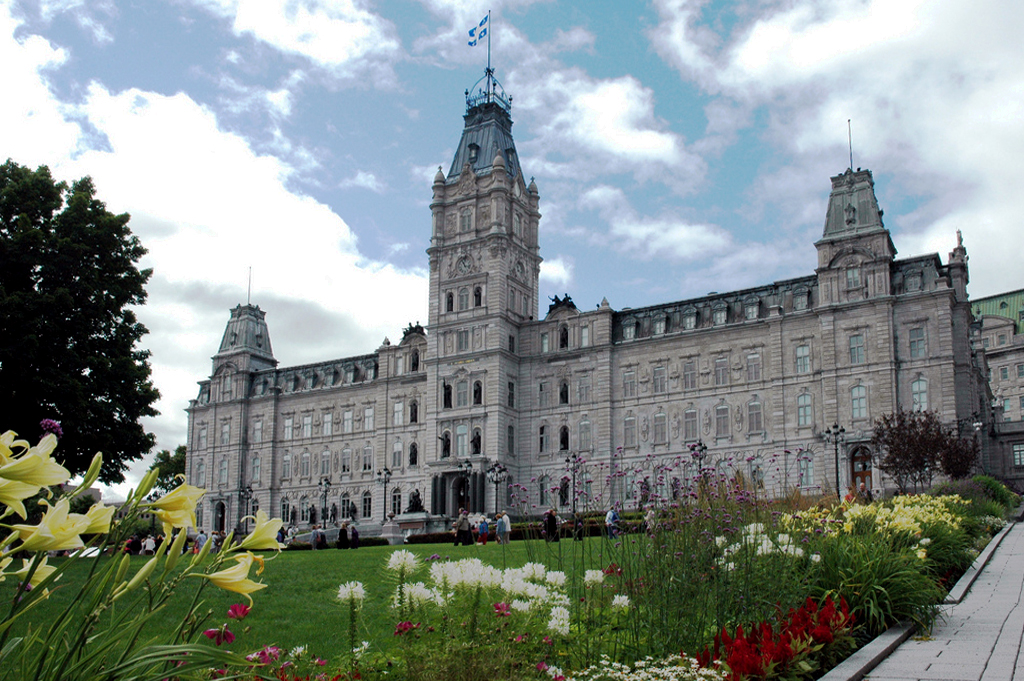
Het parlementsgebouw van Québec

Québec is de enige stad in Noord-Amerika (ten noorden van Mexico) die door een stadsmuur wordt omgeven. Tot de verdedigingswerken behoort ook een grote citadel. Het oude historisch gedeelte van de stad (le vieux Québec) staat op de Werelderfgoedlijst van UNESCO.
Le vieux Québec bestaat uit een bovenstad en een benedenstad. De benedenstad langs de oever van de rivier is het oudst; het had dankzij de aanwezigheid van de haven vooral een handelskarakter. Hier bevindt zich onder andere het Place Royale, een plein met huizen uit de Franse tijd en met de Notre Dame des Victoires, een kleine kerk uit 1687-1723. Langs de Rue Saint-Pierre en de Rue Saint-Paul ontwikkelde zich in de negentiende eeuw het zakencentrum. De bovenstad op de kaap Diamant had vanouds vooral een militaire, administratieve en religieuze functie; de meeste gebouwen dateren tegenwoordig uit de negentiende eeuw. Wegens plaatsgebrek in de benedenstad ontwikkelde de bovenstad zich in de twintigste eeuw als het stadscentrum.
Het meest opvallende gebouw van de stad is het Château Frontenac, een hotel uit 1893 in de stijl van een kasteel, ontworpen door architect Bruce Price. Het staat op de punt van de kaap Diamant en domineert het silhouet van de stad. Het Ursulinenklooster, gesticht in 1639, dateert deels nog uit de zeventiende eeuw. Hetzelfde geldt voor het Seminarie, gesticht in 1663. De anglicaanse kathedraal, de Kathedraal van de Heilige Drie-eenheid, is gebouwd in 1800-1804. De Rooms-Katholieke kathedraal Notre-Dame de Québec, als zetel van de primaat van Canada de voornaamste kerk van het land, dateert in de huidige vorm uit de achttiende en negentiende eeuw. Na een brand in 1922 werd het interieur in oude stijl gereconstrueerd. Het provinciale parlement is gehuisvest in een indrukwekkend gebouw uit 1886 vlak buiten de stadswallen. Het is ontworpen door Eugène-Étienne Taché in Second Empire-stijl.
Even ten noorden van de stad bevindt zich de 76 meter hoge Montmorency-waterval; verder naar het noordoosten staat de Basilique Sainte-Anne-de-Beaupré, een bekende bedevaartskerk in neoromaanse stijl. Vlak bij Québec, in de Saint Lawrencerivier, ligt het 32 kilometer lange eiland Île d'Orléans, dat bekend is vanwege zijn oude koloniale bouwwerken en afwisselende landschap. Binnen de stad zonder daartoe te behoren ligt het indianenreservaat Wendake.

## Religie en onderwijs

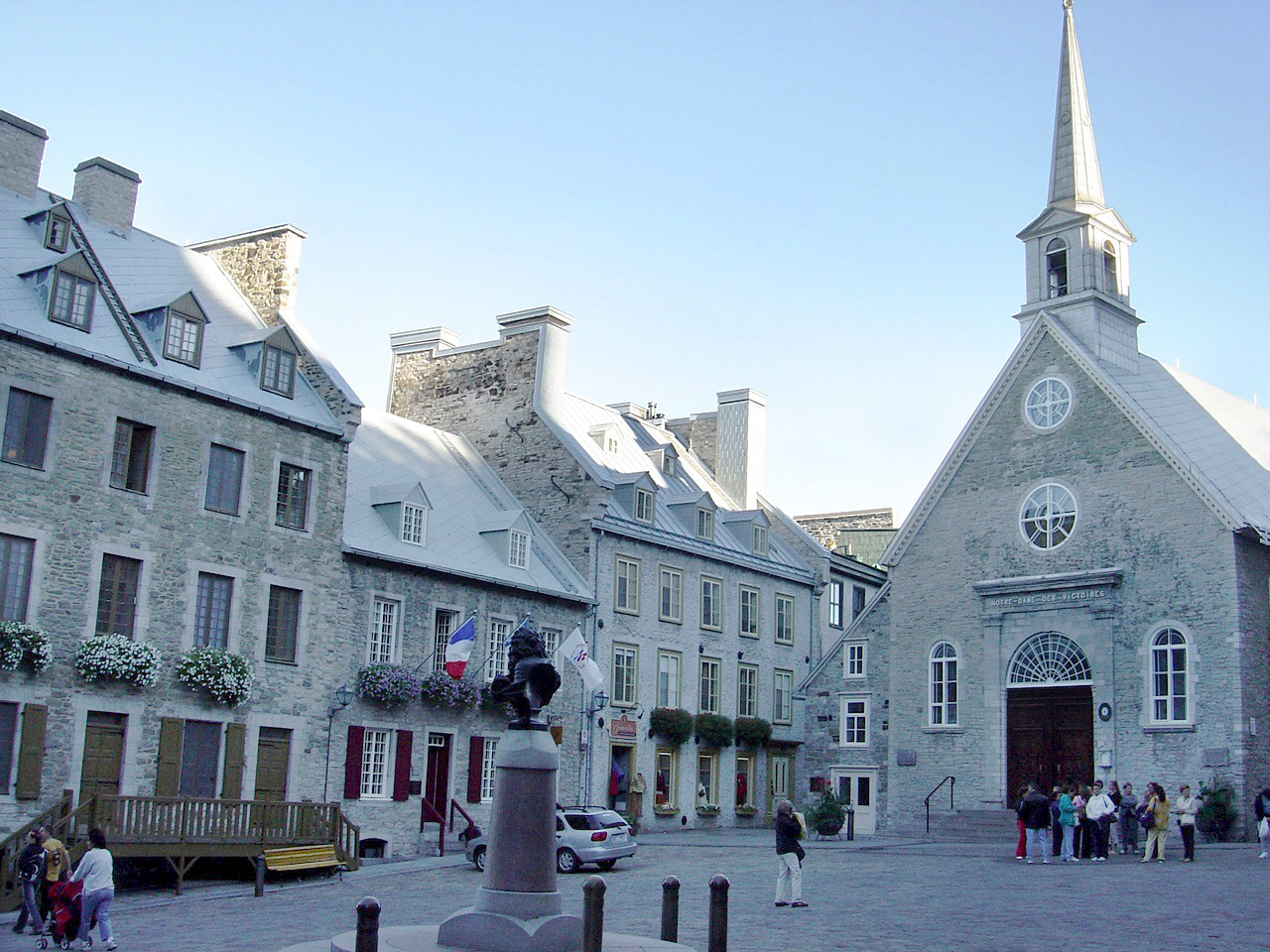
De Notre-Dame-des-Victoires-kerk

Québec is de zetel van een rooms-katholieke aartsbisschop. Het bisdom Québec werd in 1674 opgericht als eerste bisdom in Amerika ten noorden van Mexico; de eerste bisschop was Francis de Montmorency Laval, die in 1663 de Séminaire de Québec heeft gesticht. In 1819 werd het bisdom tot aartsbisdom verheven. De aartsbisschop van Québec draagt de titel primaat van Canada en zetelt in de kathedraal Notre-Dame de Québec. kardinaal Marc Ouellet werd in 2002 aartsbisschop. Québec is ook zetel van een anglicaanse bisschop.
De Université Laval is na Harvard University de oudste universiteit in Noord-Amerika ten noorden van Mexico en de oudste Franstalige universiteit van het continent. Zij komt voort uit het seminarie van de stad en werd in 1852 tot universiteit verheven. Het grootste gedeelte van de Université Laval is in 1950 vanuit het seminarie verplaatst naar de voorstad Sainte-Foy. Het gebouw van het seminarie doet tegenwoordig dienst als faculteitsgebouw voor de architectuuropleiding. Omstreeks 38.000 studenten zijn aan de universiteit ingeschreven. Zij speelt een belangrijke rol in de bevordering van de Franse taal en cultuur in Noord-Amerika. In Québec zijn ook twee afdelingen van de Université du Québec gevestigd: de École nationale d'administration publique en het Institut national de la recherche scientifique.

## Verkeer en vervoer

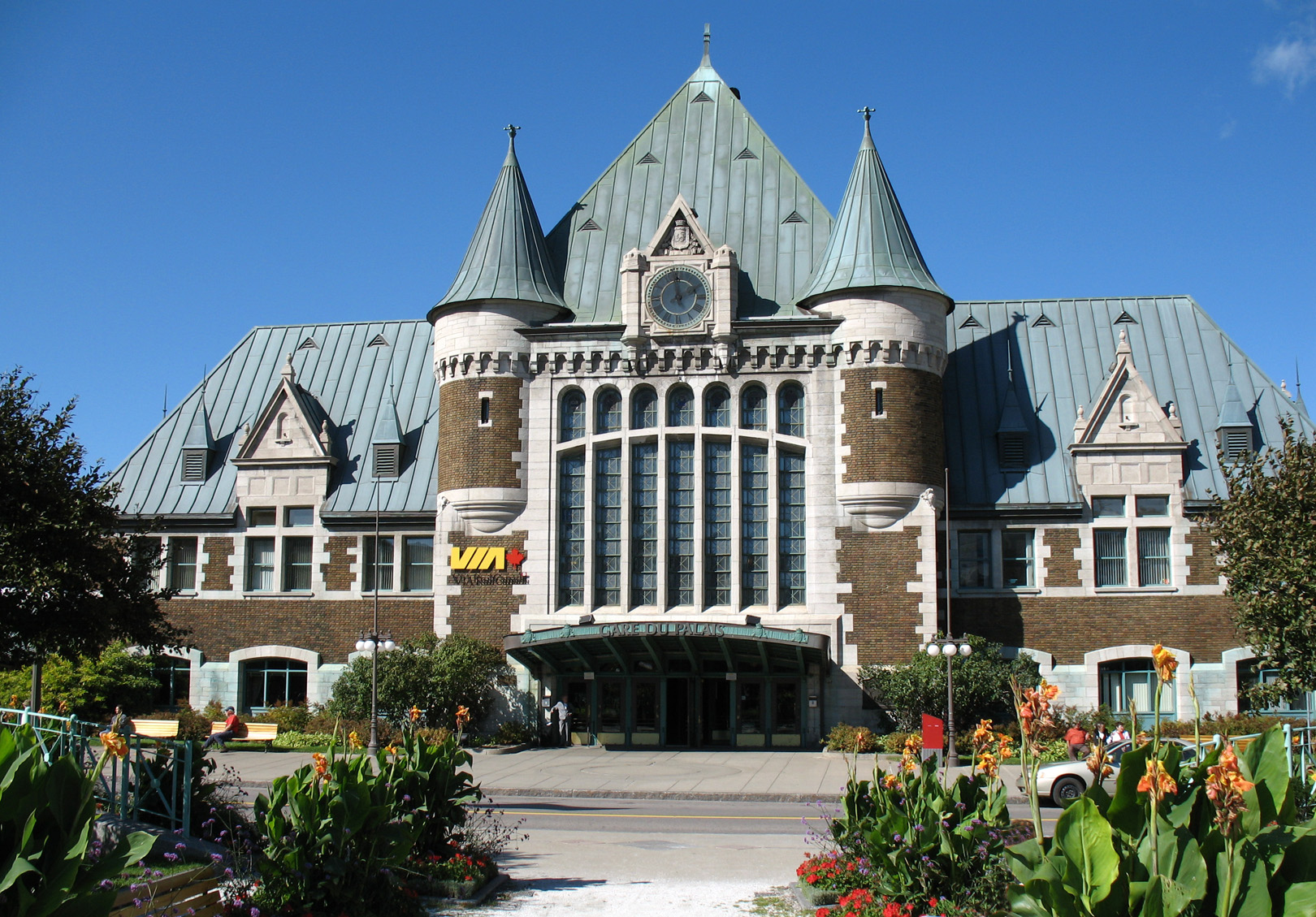
Het Gare du Palais, het hoofdstation van Québec

Twee snelwegen, Autoroute 40 op de noordelijke oever van de Saint Lawrencerivier, en Autoroute 20 op de zuidelijke oever (onderdeel van de Trans-Canada Highway), verbinden Québec met Montreal. Autoroute 20 loopt naar het noordoosten door tot Rivière du Loup.
Het vliegveld van Québec, de Aéroport international Jean-Lesage, ligt in arrondissement Laurentien, ruim 16 kilometer vanaf het stadscentrum. Directe vluchten verbinden de stad met andere steden in Oost-Canada en Midden-Amerika en met Parijs.
Het hoofdstation voor zowel treinen als bussen is het Gare du Palais. Spoorwegmaatschappij Via Rail Canada rijdt dagelijks naar Montreal (ca. drie uur reistijd) en, via een overstap in Charny op de zuidelijke oever van de Saint Lawrencerivier, naar Gaspé en Halifax. Vijf busmaatschappijen verzorgen verbindingen met talrijke plaatsen in de provincie. Vanwege de hoge prijzen van deze bedrijven maken veel jongeren gebruik van speciale carpooldiensten om naar omliggende steden te reizen.
Het openbaar vervoer in de stad wordt verzorgd door het Réseau de transport de la Capitale (RTC).

## Toerisme
Québec is een van de belangrijkste toeristische trekpleisters van Noord-Amerika dankzij de voor dat continent uitzonderlijke sfeer, die door Amerikanen als Europees wordt ervaren. Naast het historische erfgoed zijn er verschillende evenementen en attracties die veel bezoekers naar de stad trekken.
Québec staat bekend om zijn wintercarnaval, na dat van Rio de Janeiro en New Orleans het derde carnaval ter wereld - tevens het grootste wintercarnaval ter wereld - met omstreeks 1.000.000 bezoekers per jaar, voor het eerst in 1955 georganiseerd. Twee weken per jaar in februari staat de stad in het teken van winterse activiteiten op het gebied van cultuur, sport en uitgaan. Vaste onderdelen zijn de optochten, het grote ijspaleis, diverse sportieve activiteiten en attracties, muziekoptredens en de mascotte Bonhomme. Een ander groot festival, het Festival d'Eté, trekt elk jaar in juli omstreeks 900.000 bezoekers.
Andere attracties in Québec zijn Les Fêtes de la Nouvelle-France (het Nieuw-Frankrijk-feest), het Parc Aquarium du Québec en het Jardin zoologique du Québec (deze dierentuin werd echter gesloten in 2006).
In 2008 vierde Québec groots zijn 400-jarig bestaan.

## Cultuur

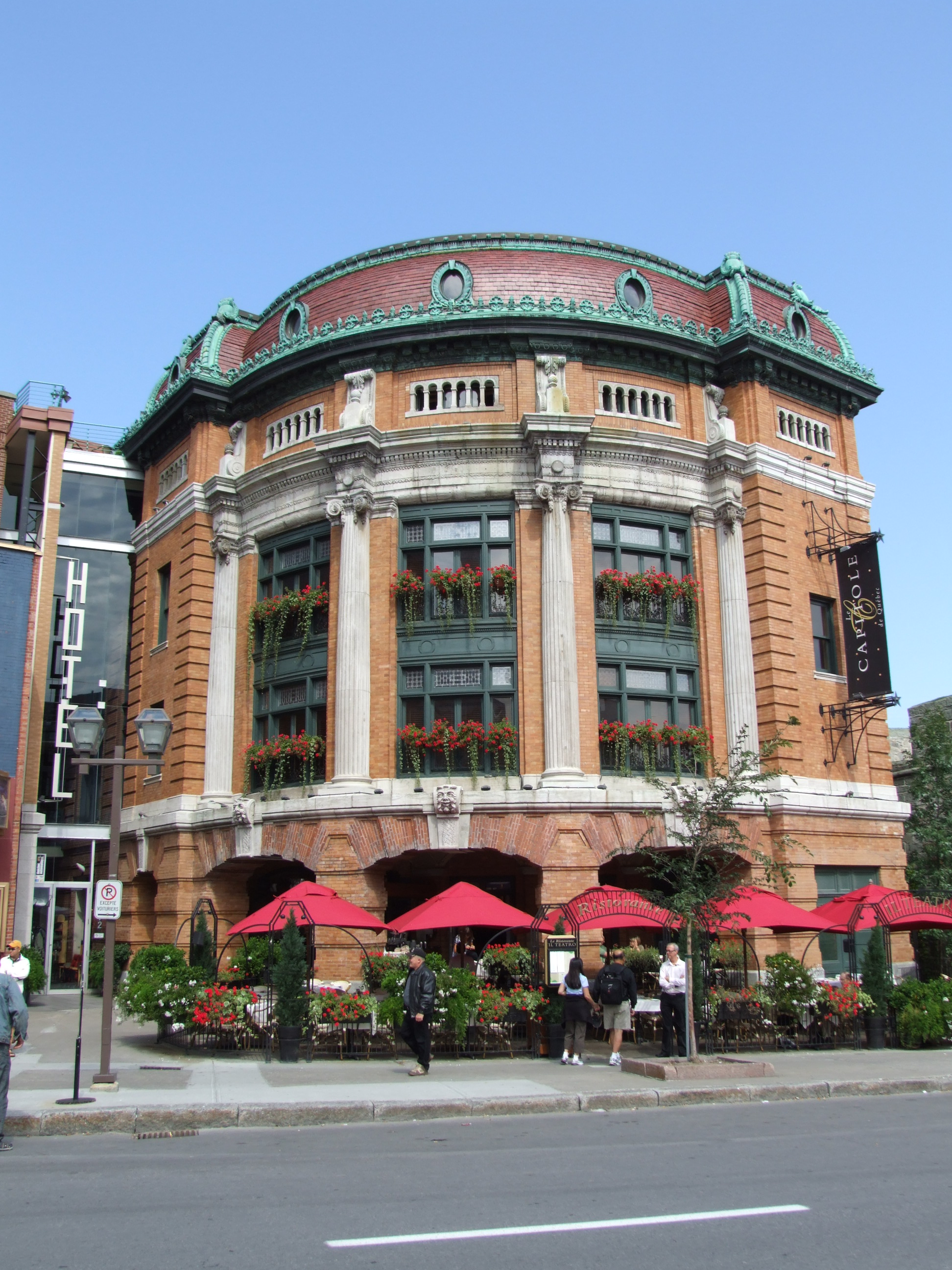
Het Théâtre du Capitole de Québec

Québec is, na Montreal, het belangrijkste centrum van Frans-Canadese cultuur. Het culturele klimaat verschilt enerzijds van dat van Montreal doordat de stad veel kleiner is, anderzijds doordat het Franse element veel sterker aanwezig is.
In de stad verschijnen twee Franstalige dagbladen, het boulevardblad Le Journal de Québec met een oplage van omstreeks 100.000 in 2004 (opgericht in 1967) en de meer serieuze Le Soleil met een oplage van circa 80.000 in 2004 (opgericht in 1897). Québec City is een UNESCO-Literatuurstad. Québec is, na Montreal, het belangrijkste centrum in Québec voor radio en televisie. Alle Franstalige zenders van Radio-Canada, RDI, TQS en TVA en van het Engelstalige netwerk Global TV hebben er studio's.
Het voornaamste theater is het Grand Théâtre de Québec, geopend in 1971.
Hier treden vijf vaste ensembles op:
1. het Orchestre symphonique de Québec, een in 1902 opgericht symfonieorkest (chef-dirigent is Yoav Talmi);
2. de Opéra de Québec, opgericht in 1983;
3. de theatergroep Le Théâtre du Trident;
4. de kamermuziekvereniging Le Club musical de Québec, opgericht in 1891; en
5. de filmvereniging Les Grands Explorateurs.

Een ander bekend theater is het Théâtre du Capitole de Québec, een fraai gebouw uit 1903. Het internationaal opererende kamerorkest Les violons du Roy is eveneens gevestigd in Québec.
De belangrijkste musea zijn het Musée national des beaux-arts du Québec (opgericht in 1933, sterk uitgebreid in 1991, circa 300.000 bezoekers per jaar), dat een overzicht biedt van vierhonderd jaar kunst in de provincie Québec, en het Musée de la civilisation (geopend in 1988, circa 500.000 bezoekers per jaar), dat een algemeen beeld geeft van de cultuur van Franstalig Canada. Een dependance van het laatstgenoemde museum is het Musée de l'Amérique française.

## Sport
Québec was gastheer van het WK ijshockey in 2008. IJshockeyteam Québec Nordiques was van 1972 t/m 1995 actief in de National Hockey League.
Sinds 2010 wordt de wielerkoers Grote Prijs van Québec georganiseerd. Deze wielerkoers behoort tot de UCI World Tour.
Sinds 2021 is de Gaétan Boucher Oval de tweede overdekte nationale ijsbaan, vernoemd naar de Canadese sprinter Gaétan Boucher.

## Partnersteden
- Bordeaux (Frankrijk)
- Calgary (Canada)
- Namen (België)
- Parijs (Frankrijk), sinds 1996
- Sint-Petersburg (Rusland), sinds 2002
- Xi'an (China)

## Bekende personen uit Québec

### Geboren
- Edward Routh (1831–1907), Brits wiskundige
- Joseph Vézina (1849–1924), componist, muziekpedagoog, dirigent, organist, koorleider, eufoniumspeler en muziekuitgever
- Lucile Watson (1879-1962), Canadees-Amerikaans actrice
- Maurice Roy (1905–1985), geestelijke en kardinaal van de Rooms-Katholieke Kerk
- Michael Sarrazin (1940-2011), acteur
- André Arthur (1943-2022), politicus en radiopresentator
- Marc Garneau (1949-2025), politicus en ruimtevaarder
- Stéphane Dion (1955), politicus
- Rick Martel (1956), worstelaar
- Jean Hebert (1957), schaker
- Robert Lepage (1957), multidisciplinaire artiest
- Guy Laliberté (1959), oprichter en huidig topman van Cirque du Soleil
- Norm Macdonald (1959-2021), acteur en stand-upcomedian
- David Saint-Jacques (1970), ruimtevaarder
- Isabelle Turcotte-Baird (1970), triatlete
- Marie-Ève Pelletier (1982), tennisspeelster
- Pom Klementieff (1986), actrice
- Kim Lamarre (1988), freestyleskiester
- Audrey Robichaud (1988), freestyleskiester
- Philippe Marquis (1989), freestyleskiër
- Hugo Houle (1990), wielrenner
- Anthony Jackson-Hamel (1993), voetballer
- Alexandre St-Jean (1993), langebaanschaatser
- Alex Beaulieu-Marchand (1994), freestyleskiër
- Laurence St-Germain (1994), alpineskiester
- Lewis Irving (1995), freestyleskiër
- Laurent Dumais (1996), freestyleskiër
- Gabrielle Carle (1998), voetbalster
- Simone Boilard (2000), wielrenster